# Колібрі-інка золоточеревий
Колі́брі-і́нка золоточеревий (Coeligena bonapartei) — вид серпокрильцеподібних птахів родини колібрієвих (Trochilidae). Мешкає в Колумбії і Венесуелі. Вид названий на честь французького натураліста Шарля Люсьєна Бонапарта.

## Опис

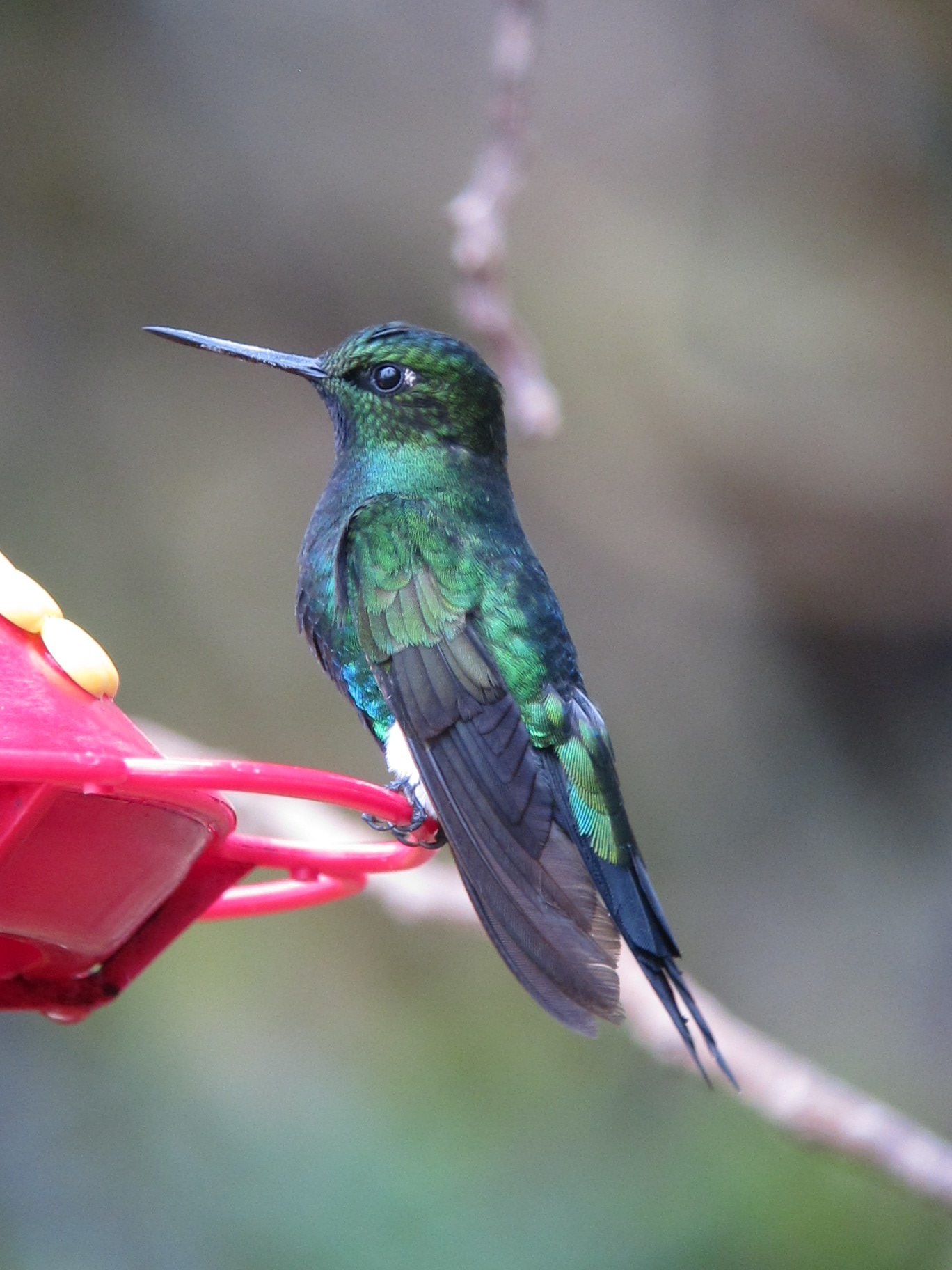
Самець золоточеревого колібрі-інки

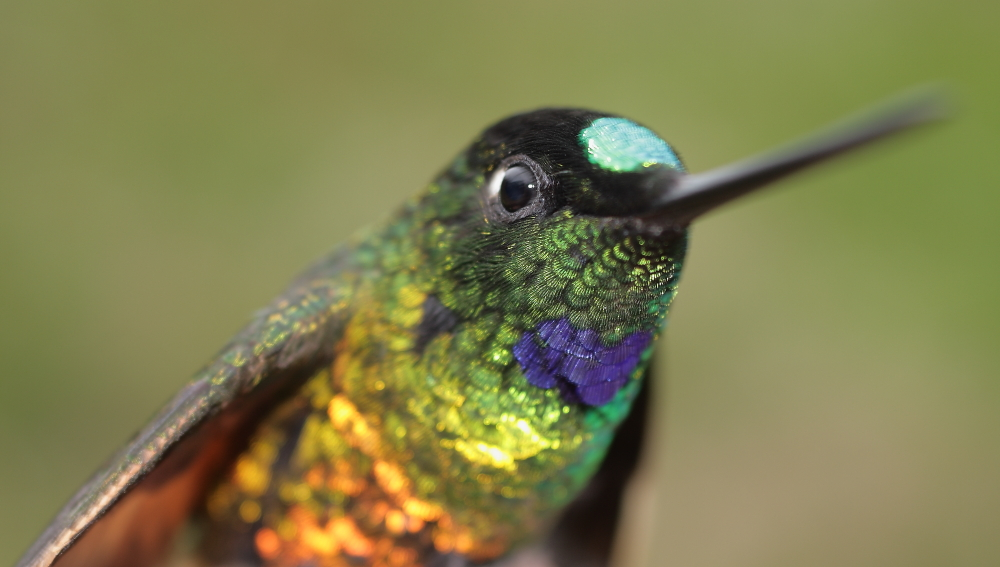
Самець золоточеревого колібрі-інки (підвид C. b. consita)

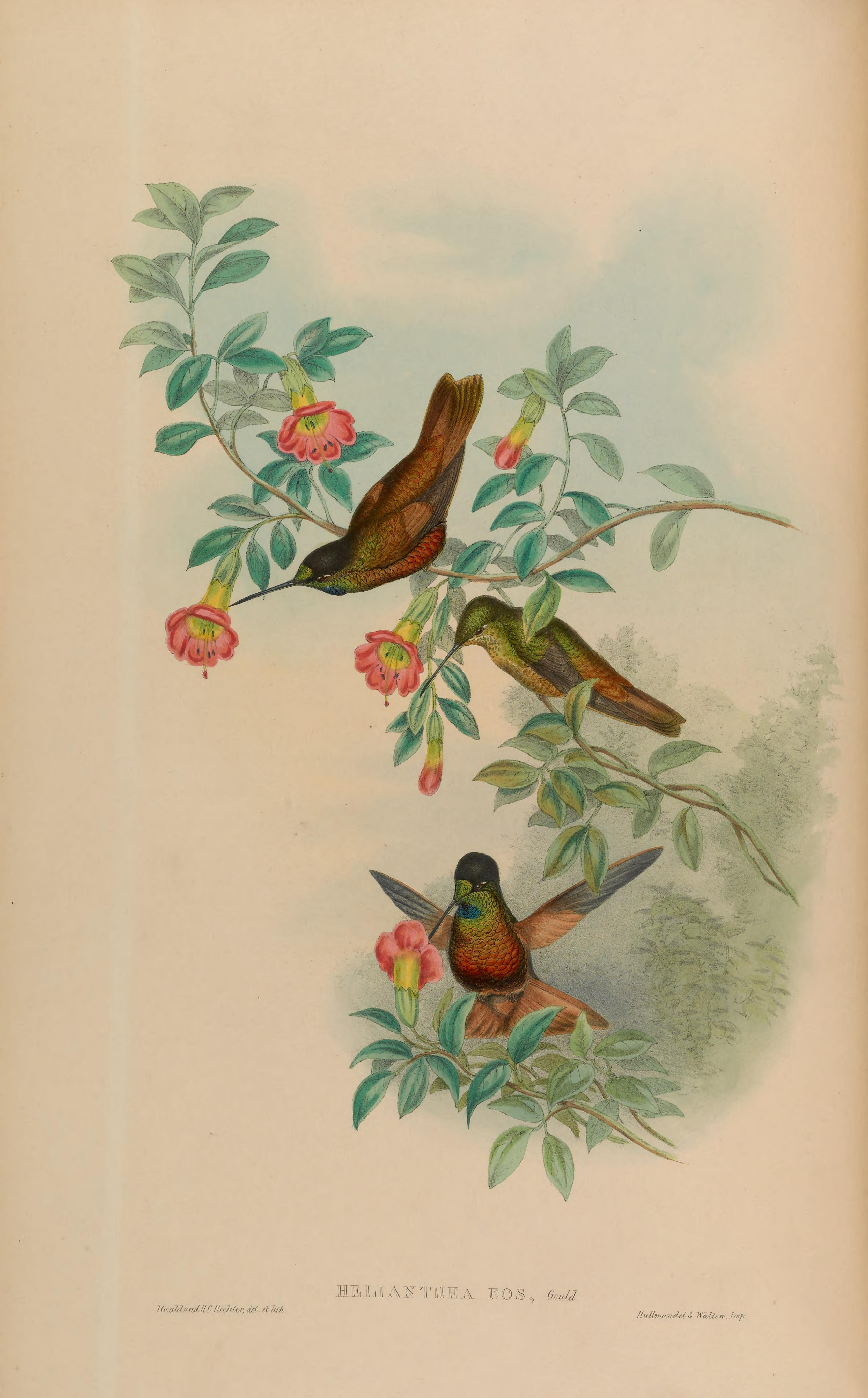
Золотисті колібрі-інки

Довжина птаха становить 10,9-11,4 см, самці важать 6,6 г, самиці 6,4 г. У самців тім'я чорнувате, лоб зелений, бликучий, за очима білі плямки. Верхня частина спини темно-зелена, блискуча, нижня частина спини зеленувато-мідна, надхвістя золотисто-оранжеве. Горло і груди зелені, блискучі, на горлі невелика фіолетова пляма. Забарвлення решти нижньої частини тіла варіюється від мідно-блискучого до золотисто-червоного. Хвіст дещо роздвоєний, золотисто-бронзово-зелений. Дзьоб довгий, прямий, вузький, чорний, довжиною 30-33 мм.
У самиць номінативного підвиду лоб зелений, решта верхньої частини тіла така ж, як у самців, однак більш тьмяна. Горло охристе, з боків поцятковане зеленими плямками. Груди плямисті, охристо-зелені. Решта нижньої частини тіла переважно коричнювата, живіт червонувато-золотистий, нижні покривні пера хвоста мідно-золотисті. Хвіст бронзовий, стернові пера іноді мають охристі кінчики.
У самців підвиду C. b. eos верхня частина спини і живіт мають мідно-коричневий, а не зелений відблиск. На горлі у них фіолетово-синя пляма, груди і шия з боків золотисто-зелені. Другорядні махові пера у них коричнеюваті, формують на крилах пляму. Хвіст коричнюватий, стернові пера мають зелені кінчики. У самців підвиду C. b. consita також на крилах є коричнювата пляма, однак дещо менша, а хвіст у них повністю зелений.

## Підвиди
Виділяють три підвиди:
- C. b. consita Wetmore & Phelps, WH Jr, 1952 — гори Сьєрра-де-Періха на кордоні Колумбії і Венесуели;
- C. b. bonapartei (Boissonneau, 1840) — Східний хребет Колумбійських Анд (від Бояки до Боготи);
- C. b. eos (Gould, 1848) — гори Кордильєра-де-Мерида на заході Венесуели.

Деякі дослідники виділяють підвид C. b. consita у окремий вид Coeligena consita, а підвид C. b. eos у окремий вид колібрі-інка золотистий (Coeligena eos). Колумбійські колібрі-інки раніше також вважалися підвидами золоточеревого колібрі-інки, однак були визнані окремим видом.

## Поширення і екологія
Золоточереві колібрі-інки мешкають в Андах на території Колумбії і Венесуели. Вони живуть живуть у вологих гірських тропічних лісах і на узліссях, в карликових лісів та у високогірних чагарникових заростях. Зустрічаються переважно на висоті від 1400 до 3200 м над рівнем моря, в горах Сьєрра-де-Періха на висоті від 2550 до 3000 м над рівнем моря. Венесуельські популяції під час сезону дощів здійснюють висотні міграції, переміщуючись на більшу висоту.
Золоточереві колібрі-інки живляться нектаром різноманітних квітучих чагарників з трубчастими квітками, переміщуючись за певним маршрутом, а також комахами, яких збирають з рослинності або ловлять в польоті. Сезон розмноження у них триває з січня по лютий.

## Збереження
МСОП визнає всі три підвиди золоточеревого колібрі-інки окремими видами. Підвиди C. b. bonapartei і C. b. eos класифікуються ним як такі, що не потребують особливих заходів зі збереження, однак підвид C. b. consita (вид Coeligena consita в класифікації МСОП) класифікується ним як тиакий, що перебуває під загрозою зникнення. За оцінками дослідників, популяціяй цього підвиду становить від 375 до 1500 птахів. Їм загрожує знищення природного середовища.